# 호르헤 가르시아 (역도 선수)
호르헤 에두아르도 가르시아 부스토스(스페인어: Jorge Eduardo García Bustos, 1987년 4월 22일 - )은 칠레의 역도 선수이다. 2012년 하계 올림픽 남자 105kg급에 참가해 13위를 했다.